# Nimzowitsch-Larsenaanval
De Nimzowitsch-Larsenaanval of Nimzo-Larsenaanval is een opening van een schaakpartij die gekenmerkt wordt door de eerste zet 1. b3. De opening behoort tot de flankspelen en valt onder ECO-code A01. De opening is vernoemd naar Bent Larsen (1935–2010) en Aaron Nimzowitsch (1886–1935).
Nimzowitsch introduceerde deze openingszet in het begin van de 20e eeuw in de toernooipraktijk, met als doel de loper te fianchetteren en zo druk op te bouwen op het centrale veld e5. De opening was weinig populair, hoewel meesters als Flohr, Romanovski en Lisitsin er wel succes mee hadden. Vooral door de positieve resultaten die Larsen later boekte met deze zet won de opening aan belangstelling.
Larsen verloor ermee in 17 zetten tegen Boris Spasski in 1970.
Larsen verloor er in 1975 ook mee tegen Rosendo Balinas Jr..
Om de sterke repliek 1...e5 te mijden, werd het gebruikelijk om 1. Pf3 en dan 2. b3 te spelen.
Bobby Fischer speelde 1. b3 in 1970 tegen vijf grootmeesters en won alle vijf de partijen: tegen Miroslav Filip en Henrique Mecking in het interzonaal toernooi van Palma de Mallorca, tegen Vladimir Tukmakov in Buenos Aires en tegen Ulf Andersson te Siegen.

## Subvarianten
Subvarianten van de Nimzo-Larsenaanval zijn:
| Moderne variant      | 1.b3 e5               |
| Indische variant     | 1.b3 Pf6              |
| Klassieke variant    | 1.b3 d5               |
| Engelse variant      | 1.b3 c5               |
| Hollandse variant    | 1.b3 f5               |
| Poolse variant       | 1.b3 b5               |
| Symmetrische variant | 1.b3 b6               |
| Ringelbachgambiet    | 1.b3 e6 2.Lb2 f5 3.e4 |